# Al-Aziz egyiptomi szultán
Al-Aziz (1171 – 1198. november 29.) Szaladin fia, egyiptomi szultán 1193-tól haláláig.
Halálát megelőzően Szaladin megosztotta uralmát a családja között: al-Afdal Palesztinát és Szíriát kapta, al-Aziz Egyiptom uralkodója lett, al-Zahir Aleppót, al-Adil Karakot és Shawbakot kapta, Turan-Shah pedig megtartotta Jement. Azonban hamarosan kitörtek a konfliktusok közöttük, al-Adil pedig Szíria, Felső-Mezopotámia, Egyiptom és Arábia vitathatatlan uralkodója lett. Al-Aziz Uszmán lépett apja örökébe, 1193 és 1198 között ő irányította a birodalmat.
Annak ellenére, hogy al-Aziz kifejezetten örökölte az egész Ajjúbida birodalmat, hamarosan Moszul Zengid emírjei, Szandzsar és a dél-iraki Artukidák lázadásával kellett szembenéznie. Amikor al-Afdal eltávolította az összes minisztert, akiket az apja támogatásként ráhagyott, azok Egyiptomba jöttek, kérve al-Azizt, hogy hódítsa vissza Szíriát. Al-Aziz Szíriába behatolva ostrom alá vette Damaszkuszt. Al-Afdal segítséget kért Szaladin testvérétől, al-Adiltól, aki találkozott al-Azizzal és sikerült egyezséget kötnie vele. A következő évben al-Aziz ismét megtámadta Szíriát, de al-Afdalnak sikerült meggyőznie al-Aziz hadseregének néhány emírjét, hogy dezertáljanak. Később al-Adil  al-Azizzal szövetkezett al-Afdal ellen, akit 1196. július 3-án Damaszkuszban legyőztek és elfogtak. Al-Afdalt Salkhadba száműzték, és al-Aziz lett az Ajjúbida birodalom legfőbb vezetője. A tényleges hatalom nagy része azonban al-Adil kezében volt, aki Damaszkuszban rendezkedett be.
Érdekesség, hogy uralkodása alatt al-Aziz megpróbálta lerombolni az egyiptomi Gíza nagy piramisait, de fel kellett adnia tervét, mert a feladat túl nagynak bizonyult. (Azonban sikerült megkárosítania Menkauré fáraó piramisát.) Al-Aziz fontos szerepet játszott az építőipari vállalkozások történetében is, és Banias valamint Subaybah építőiparában. 1198 végén vadászbalesetben vesztette életét. Fia követte a trónon.

## Fordítás
- Ez a szócikk részben vagy egészben  az   Al-Aziz Uthman című angol Wikipédia-szócikk fordításán alapul.  Az eredeti cikk szerkesztőit annak laptörténete sorolja fel. Ez a jelzés csupán a megfogalmazás eredetét és a szerzői jogokat jelzi, nem szolgál a cikkben szereplő információk forrásmegjelöléseként.